# Kobalt Music Group
Kobalt Music ist eine integrierte Musikfirma mit Hauptsitz in London und weiteren Büros in Berlin, New York, Nashville, Los Angeles, Sydney und Stockholm.
Kobalt ist in drei Geschäftsfeldern tätig: Musikverlagsgeschäft/Urheberrechtsverwaltung, Label Services/Distribution/Marketing, Neighbouring Rights/Airplay-Verrechnung.

## Kobalt Label Services (KLS)
Seit 2013 ist die Gruppe auch als Label tätig und hat hier unter anderem Pet Shop Boys (Electric, Super), Nick Cave and the Bad Seeds (Push the Sky Away), New Kids on the Block (10), Travis (Where You Stand) und Little Boots (Nocturnes) unter Vertrag.